# Aneta Langerová
Aneta Langerová (Benešov, 26 novembre 1986) è una cantante ceca che si dedica al pop, rock ed alternative rock.
Inizia la propria attività all'età di 14 anni, come componente del gruppo SPB di Sázava, partecipando e vincendo alcuni concorsi canori (Doremi TV e Star Starters contest). Divenuta famosa a 17 anni per la vittoria del programma Česko hledá SuperStar, versione ceca del Pop Idol, nel 2004 pubblica il proprio primo album.

## Discografia
- Spousta andělů, 2004 (un sacco di angeli)
- Dotyk, 2007 (contatto)
- Jsem, 2009 (sono)
- Pár míst..., 2012 (paio posti...)
- Na radosti, 2014 (le gioie)